# Репина, Татьяна Петровна
Татьяна Петровна Репина (2 декабря 1927 года, село Чертас, Нижегородская губерния, РСФСР, СССР  – 30 июля 2002 года, Перевоз, Перевозский район, Нижегородская область, Россия)  — колхозница, Герой Социалистического Труда (1948).

## Биография
Родилась 2 декабря 1927 года в крестьянской семье в деревне Чертас, Нижегородская губерния (сегодня – Большеболдинский район Нижегородской области). В 1943 году вступила в колхоз имени Октябрьской Революции в селе Чертас. В этом же году была назначена звеньевой полеводческого звена. На этой должности проработала до 1948 года.  
В 1947 году полеводческое звено под руководством Татьяны Репиной собрало с участка площадью 3 гектаров 514,2 центнера картофеля. За этот доблестный труд она была удостоена в 1948 году звания Героя Социалистического Труда.  
В 1948 году поступила в Ветошкинский сельскохозяйственный техникум в посёлке Гагино. В 1951 году вступила в КПСС. В 1957 году закончила Горьковский сельскохозяйственный институт, после чего работала агрономом в опытно-показательном хозяйстве совхоза Большемурашкинского района. С 1962 года работала главным агрономом в управлении сельского хозяйства Перевозского района. 
В 1967 году вышла на пенсию и проживала в посёлке Перевоз Горьковской области. Скончалась 30 июля 2002 года и была похоронена на кладбище в посёлке Перевоз..

## Награды
- Герой Социалистического Труда – указом Президиума Верховного Совета СССР от 12 марта 1948 года;
- Орден Ленина (1951);
- Почётный гражданин Перевозского района (1995).